# سپر پوشالی
سپر پوشالی (ژاپنی: 藁の楯) (انگلیسی: Shield of Straw) فیلمی در ژانر مهیج جاسوسی به کارگردانی تاکاشی میکه محصول سال ۲۰۱۳ است. سپر پوشالی در جشنواره فیلم کن ۲۰۱۳ نامزد نخل طلا شد و در تاریخ ۲۶ آوریل ۲۰۱۳ منتشر گشت.